# Robert Rental
Robert Rental, bürgerlich Robert Donnachie (* 1952 in Port Glasgow; † 2000), war ein Pionier der Post-Punk-Ära, des DIY und der Industrial-Elektro-Pop-Szene in Großbritannien.

## Leben
Gemeinsam mit Thomas Leer kam er Ende der 1970er Jahre aus Port Glasgow nach Südengland und wurde dort Teil der heimischen Musikszene. Die meisten seiner Solotitel veröffentlichte er nicht. Mit Leer gemeinsam brachte er genau ein Album heraus, das den Titel The Bridge (Industrial Records, 1979) trägt. In ihrem Werk wurden sie unter anderem von Büchern von James Graham Ballard und William S. Burroughs unterstützt, wobei letzterer auch seine Experimente mit Geräuschmusik bei Industrial Records veröffentlichte.
2000 starb er an Lungenkrebs.

## Werk
Als sie nach London kamen, fanden sie die Punk-Szene im Aussterben vor. Sie formierten zwar schnell eine Band und wählten den Weg in den elektronischeren Post-Punk, für den später Gruppen wie Clock DVA, Cabaret Voltaire und Suicide bekannt werden sollten. Doch sie hatten verschiedene Vorstellungen über die Gestaltung ihres Albums The Bridge. Während Leer sich eher auf das Begleitende konzentrieren wollte, während Rental eher konventionelle Strukturen bevorzugte. Das Album steht unter dem Einfluss von Krautrock, Brian Eno und Syd Barrett. Monochrome Day ist der traditionellste Song des Albums und gemeinsam mit Connotations als Schlüsselwerk.
Aus dieser Zeit stammt auch eine Demo namens MENTAL DETENTIONS, ein Instrumental und Vertreter des frühen Industrial Pop. Rental arbeitete anschließend mit The Normal zusammen, wobei ein Live-Album entstand. Sein letztes Werk war die Double Heart/On Location-Single bei Mute gemeinsam mit DAF-Mitglied Robert Görl als Drummer und Leer am Klavier. Bald danach starb er.

### Album
- The Bridge (1979)